# 上杉神社

上杉謙信像

上杉鷹山像（参道に立つもの）

上杉神社（うえすぎじんじゃ）は、山形県米沢市にある神社。松が岬公園（米沢城址）に位置し、上杉謙信を祀る。旧社格は別格官幣社。江戸時代後期から明治時代初期に流行した藩祖を祀った神社のひとつ。

## 歴史
上杉謙信が天正6年（1578年）、越後春日山城で急死した際、遺骸は城内の不識庵に仏式にて祭られたが、次代の上杉景勝が会津を経て慶長6年（1601年）に米沢へ移封されたのに合わせ、謙信の祠堂も米沢に遷された。
以後、米沢城二の丸の法音寺を首席とする十一ヶ寺が交代で祭祀を執り行ってきたが、明治に入ると神仏分離令、廃城令などにより、謙信の遺骸が城内から上杉家廟所に移され、その守護のために法音寺も廟所前に移転した。更に、城内に留まっている謙信の霊魂を神式で祀るため、十一ヶ寺次席の大乗寺の僧侶が還俗して神官となった。この時、姓を大乗寺とし、現在も同家で宮司職を務めている。
併せて米沢藩中興の名君である上杉鷹山を合祀し、山形県社「上杉神社」とした。明治9年（1876年）5月21日、現在の旧米沢城奥御殿跡に社殿が遷座された。
明治35年（1902年）4月26日には別格官幣社に列せられる。この時鷹山は新たに設けた摂社「松岬神社」に遷され、上杉神社は再び謙信のみを祀ることとなった。
大正8年（1919年）の大火で境内は本殿以下全焼し、大正12年（1923年）、米沢市出身の伊東忠太博士の設計により、現在の本殿と宝物殿「稽照殿（けいしょうでん）」が再建された。

## 境内
- 本殿
- 拝殿
- 稽照殿（宝物殿）
- 上杉謙信公像　参道を右手に入ったところに立つ。
- 上杉鷹山公像　参道沿いに立つ。
- 上杉景勝公と直江兼続公像（天地人像）　参道沿いに立つ。
- 春日神社
- 福徳稲荷神社
- 赤穂事件殉難追悼碑 - 木村東介建立

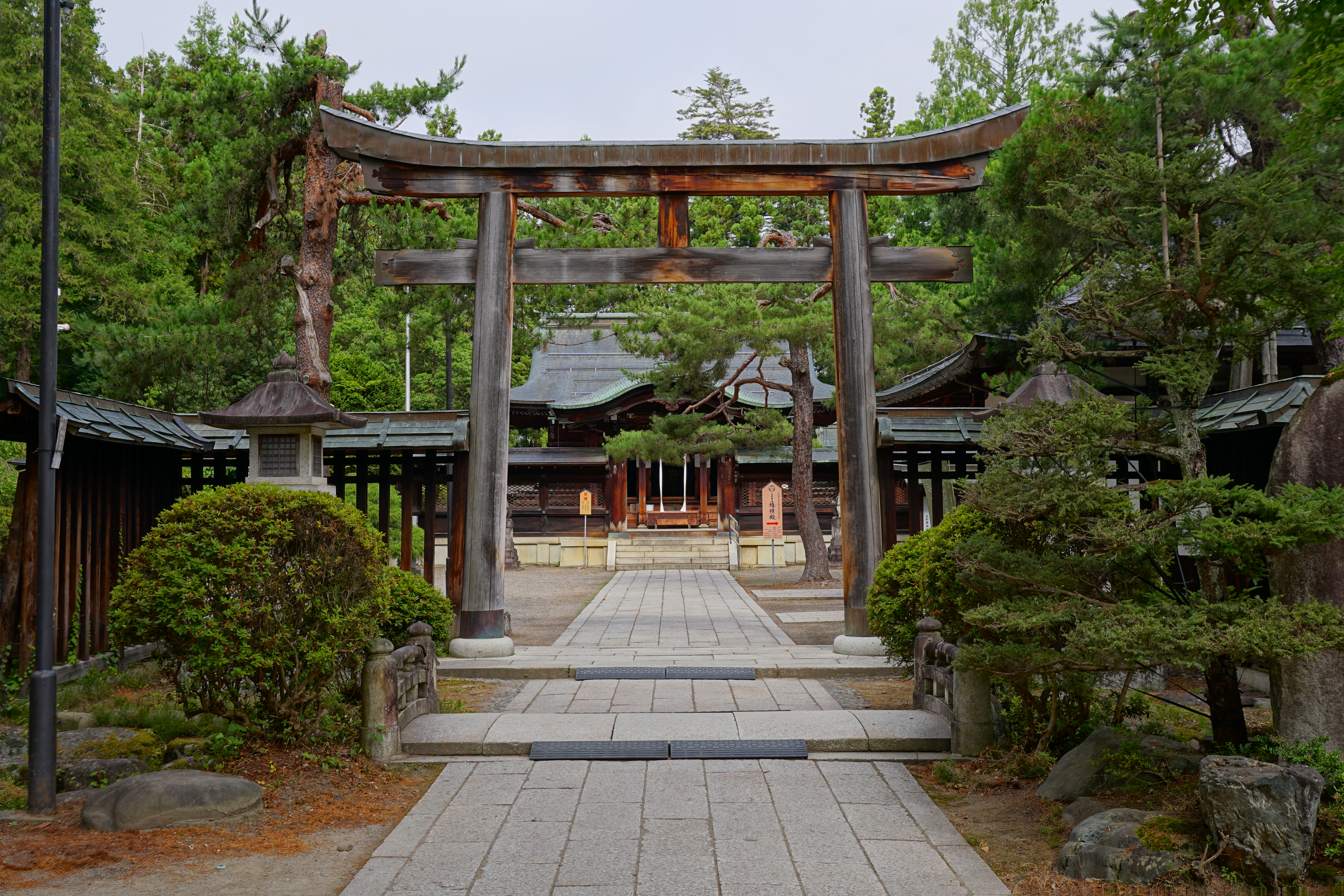
境内の様子
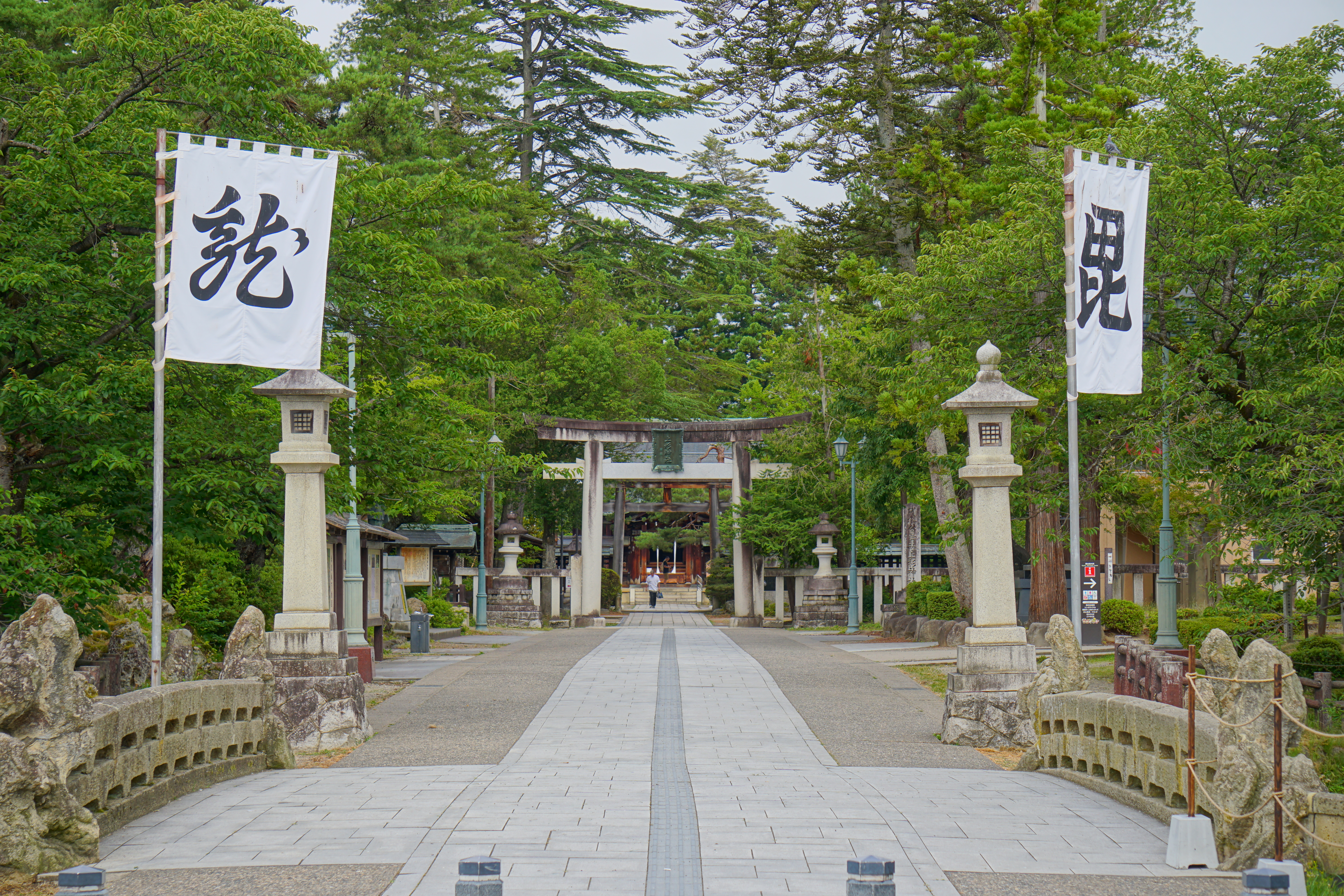
参道

## 摂社
- 松岬神社　上杉鷹山ほか計6柱を祀る。境内東側に鷹山の像がある（意匠は上杉神社参道に立つ像と異なる）。
- 春日神社（境内）　上杉鷹山公が学問・武芸に励むことや、行動や賞罰に不正の無いこと等を誓った誓詞を奉納した神社
- 福徳稲荷神社（境内）

## 主な神事・年中行事
- 1月1日 - 歳旦祭並びに新春祈祷
- １月15日 - 末社福徳稲荷神社　さいと焼き
- 2月3日 - 節分祭
- 2月第2土曜日 - 上杉雪灯篭まつり　鎮魂祭
- 2月11日 - 建国記念の日奉祝祭
- 3月5日～3月6日 - 末社福徳稲荷神社旧初午祭
- 上杉まつり（4月28日～5月3日）
  - 4月28日 - 例大祭前夜祭
  - 4月29日 - 例大祭
  - 4月30日 - 摂社松岬神社例祭
  - 4月30日 - 献華祭
  - 5月1日 - 敬神婦人会春季大祭
  - 5月1日 - 鯉供養
  - 5月2日 - 献茶祭
  - 5月3日 - 神輿渡御
- ５月下旬 - 鷹山公藉田祭（お田植祭）
- ６月30日 - 大祓式
- ７月30日 - 末社福徳稲荷神社例祭
- 9月25日 - 曦山公碑前祭
- ９月最終土日 - 摂社松岬神社秋季大祭
- ９月最終土日 - 春日神社例祭
- 10月上旬 - 抜穂祭
- 11月15日 - 七五三祈祷
- 11月23日 - 新穀感謝祭
- 12月29日 - 古札焼納祭
- 12月31日 - 大祓式・除夜祭

## 文化財
重要文化財
- 絹本著色毘沙門天像
- 紫綾金泥両界曼荼羅図

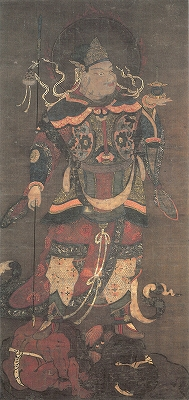
毘沙門天像（平安時代後期）

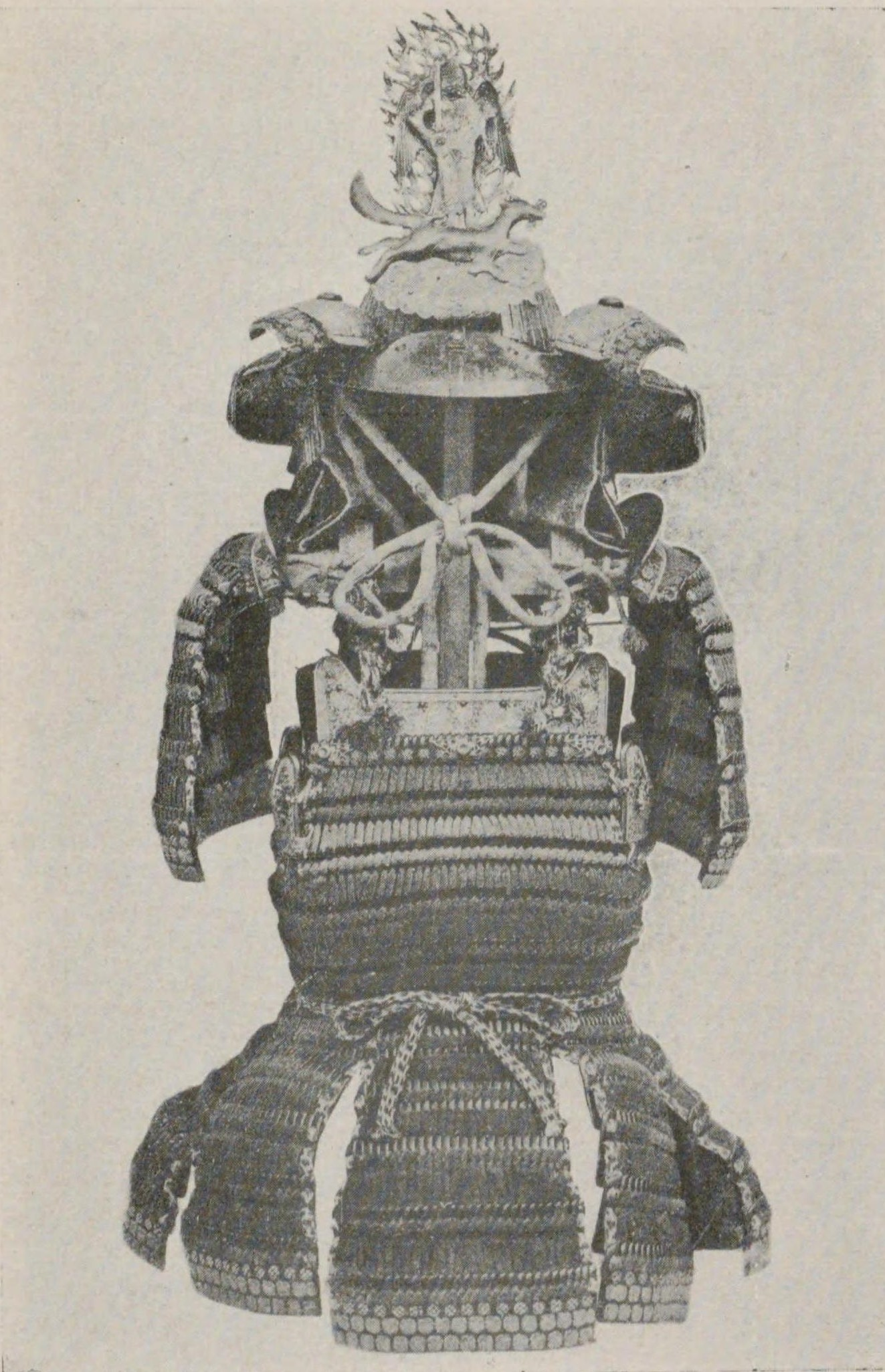
色々威腹巻 兜・壺袖付 附黒漆鎧櫃（伝 上杉謙信所用）

- 絹本著色阿弥陀三尊像 高麗時代 元の至大二年（1309年）在銘（1987年盗難）
- 太刀 伝 倫光作　表に備前国（以下不明）裏に興国三年云々の銘あり
- 剣 無銘 梵字及び七星の金銀象嵌あり 十二支蒔絵鞘付（伝 上杉謙信 所用）
- 太刀 無銘　伝 元重
- 長巻 無銘　伝 則包 拵（こしらえ）付
- 長巻 無銘　伝 片山一文字 拵付
- 長巻 無銘　伝 片山一文字 拵付
- 鑓（やり） 銘城州埋忠作 文禄二年十二月日 10本
- 色々威腹巻 兜・壺袖付 附黒漆鎧櫃（伝 上杉謙信所用）
- 服飾類（伝 上杉謙信 上杉景勝所用）（明細は後出）
- 浅葱地花葉文緞子胴服（伝 直江兼続所用）
- 綜芸種智院式　附:輪羯磨蒔絵箱
- 紺紙金字後奈良天皇宸翰般若心経（1987年盗難）
- 太刀 銘助宗 拵革柄革包太刀 上杉景勝所用（摂社松岬神社所有）
- 明国箚付（みんこくさっぷ） 上杉景勝宛（1幅）、明冠服類（みんかんぷくるい）（文禄五年上杉景勝受贈）（紗帽（展角付）、犀角帯、大紅刻糸胸背斗牛円領、緑貼裏、靴）[2]

その他の文化財
- 金小札浅葱糸威二枚胴具足 付属兜（直江兼続所用、通称「愛」の兜）

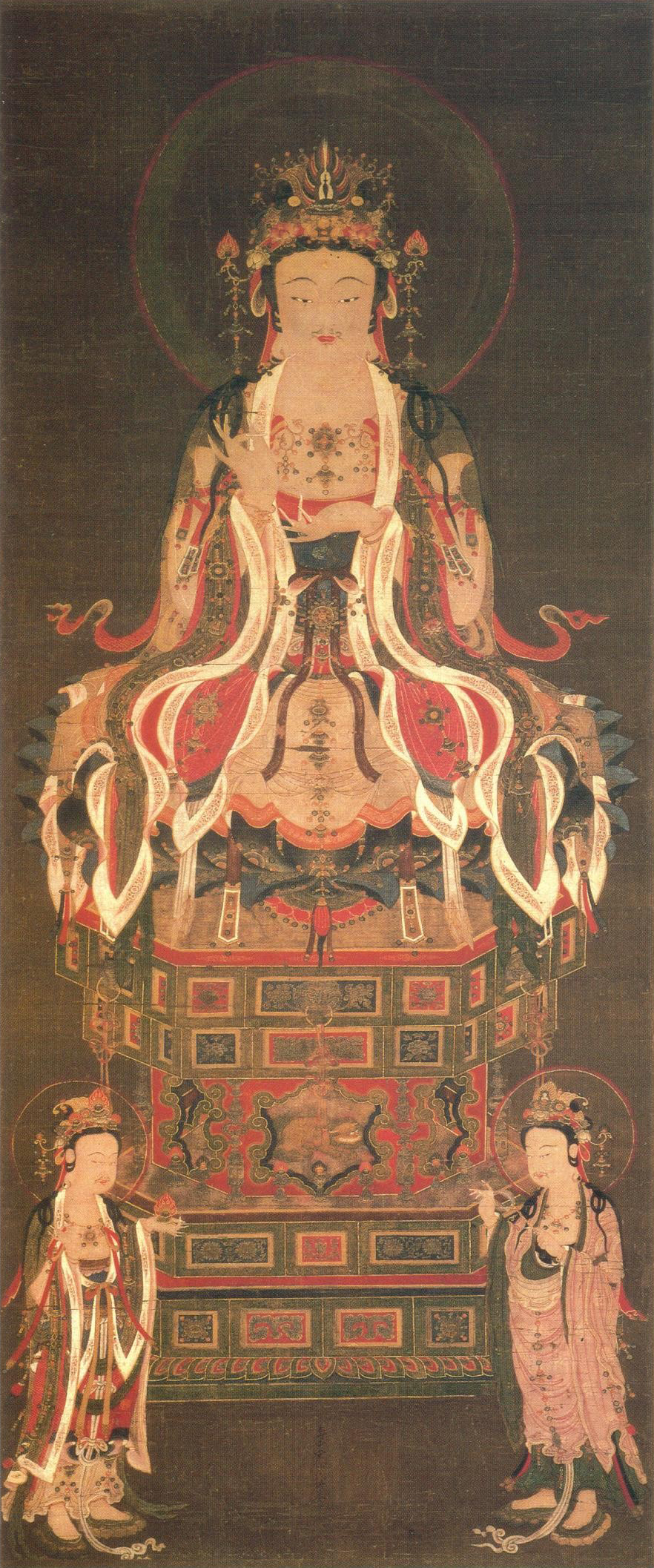
阿弥陀三尊像（高麗時代）のうち勢至菩薩
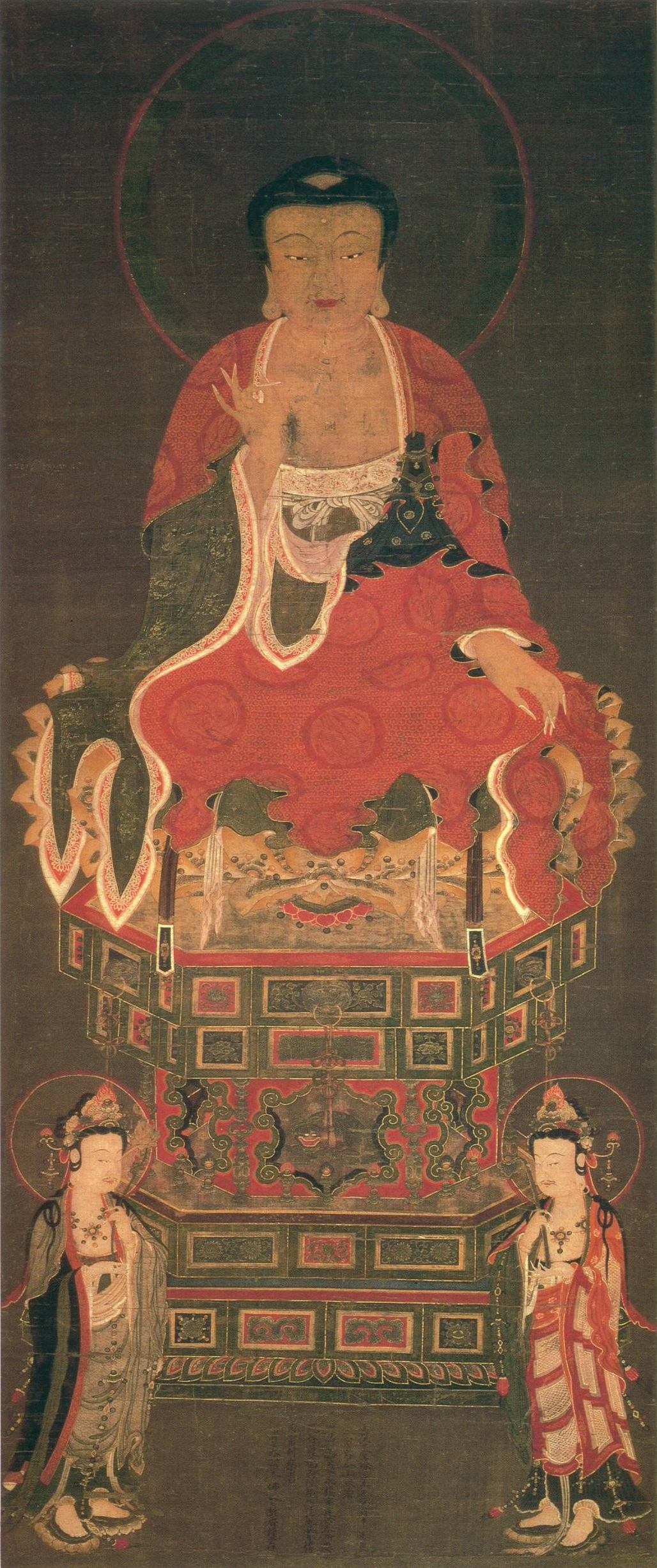
阿弥陀三尊像（高麗時代）のうち阿弥陀如来
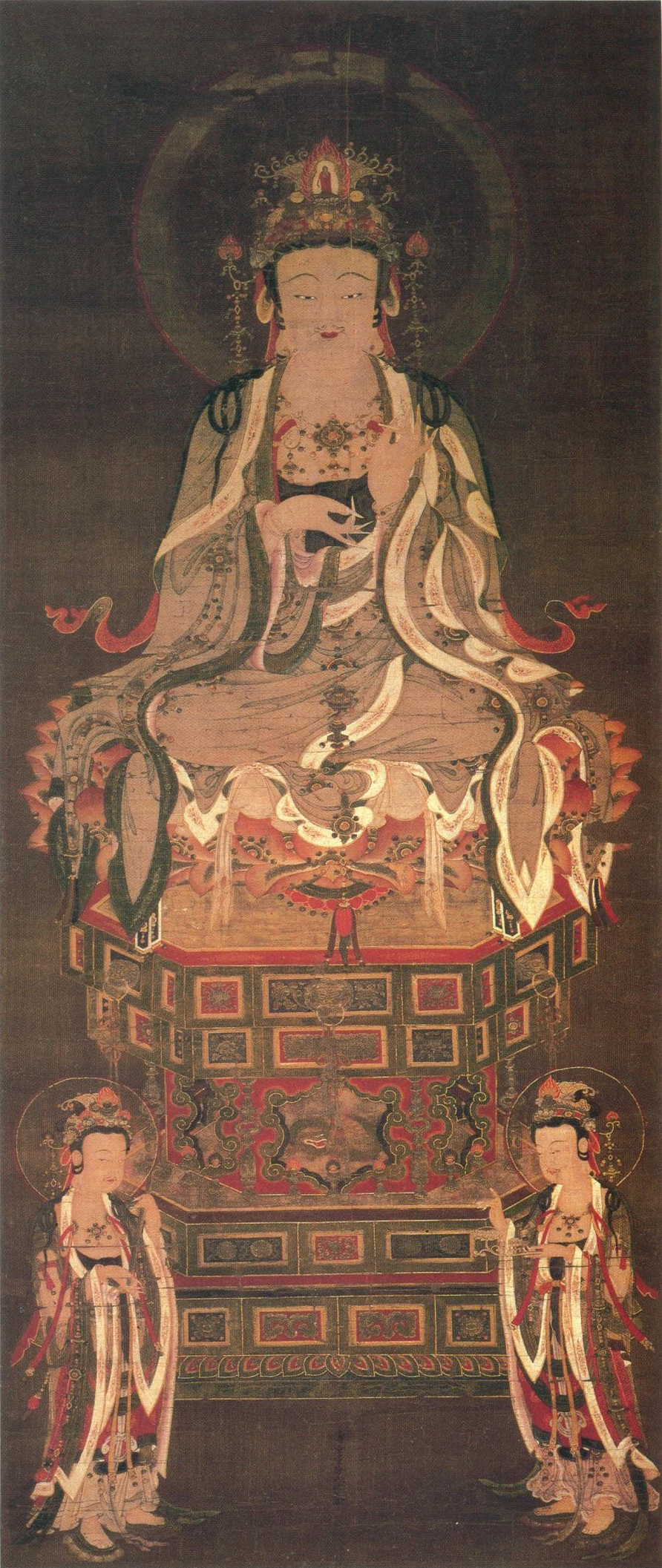
阿弥陀三尊像（高麗時代）のうち観音菩薩
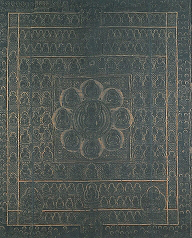
紫綾金泥両界曼荼羅図

## 鯉供養
上杉鷹山が海から遠い米沢で、貴重なタンパク源を得るために、藩士に鯉を飼わせ、鯉を食べることを奨励したことから、米沢では鯉の食文化が根付いている。鯉の消費拡大を図るために制定された5月1日の「鯉の日」に、米沢鯉商組合では1960年（昭和35年）から、鯉の供養と商売繁盛を祈念して「米沢鯉供養祭」を開催している。供養祭では、上杉神社宮司による神事のあとに、鯉が境内の池に放生（ほうじょう）される。
米沢鯉供養祭が初開催された昭和35年、上杉神社境内には鯉供養之碑が建立された。そこには文化7年（1810年）に、米沢藩支藩の家臣を江戸本所に派遣して鯉の飼育方法を学ばせたことや、その後、上杉鷹山が隠居後に住んだ餐霞館に苗鯉池を設け、鯉を薬用魚として販売していくため、相馬から稚魚を取り寄せたことなどが書かれている。

## 交通アクセス

### 鉄道
- 奥羽本線（山形新幹線）米沢駅から徒歩で約20分。
- 米坂線南米沢駅から徒歩で約20分。

### バス
- 米沢駅から山交バス白布温泉行きで8分。「上杉神社前」で下車、徒歩3分。
- 米沢駅から市民バス市街地循環右回りバス（青色のバス）で11分。「上杉神社前」で下車、徒歩3分。
- 仙台駅から高速バス・仙台 - 米沢線で130分。「上杉神社前」で下車、徒歩3分。

### 道路
- 高速道路…東北中央自動車道米沢八幡原ICから国道13号を山形方面へ。13号米沢バイパスから車で約15分。
- 一般国道…喜多方方面からは国道121号、新潟方面からは国道113号をそれぞれ利用。
- 米沢駅から車で約10分。

## 関連図書
- 二六興信所編纂　山田米吉編『勤王事蹟別格官幣社精史』88〜91頁　二六興信所　1935年（国立国会図書館デジタルコレクション）

- 安津素彦・梅田義彦編集兼監修者『神道辞典』神社新報社、1968年、13頁
- 白井永二・土岐昌訓編集『神社辞典』東京堂出版、1979年、52頁